# Parasyrisca andarbag
Parasyrisca andarbag Ovtsharenko, Platnick & Marusik, 1995 è un ragno appartenente alla famiglia Gnaphosidae.

## Etimologia
Il nome della specie deriva dalla località tagica di rinvenimento degli esemplari: Andarbag.

## Caratteristiche
L'olotipo femminile rinvenuto ha lunghezza totale è di 8,40mm; la lunghezza del cefalotorace è di 3,90mm; e la larghezza è di 3,15mm.

## Distribuzione
La specie è stata reperita in Tagikistan: l'olotipo femminile è stato rinvenuto nei pressi di Andarbag, ai piedi della catena montuosa dei monti Yazgulem, appartenente alla Provincia Autonoma di Gorno-Badachšan.

## Tassonomia
Al 2015 non sono note sottospecie e dal 1995 non sono stati esaminati nuovi esemplari.